# Episodi di La CQ - Una scuola fuori dalla media (seconda stagione)
| nº | Titolo originale         | Prima TV Latinoamerica | Prima TV Italia   |
| -- | ------------------------ | ---------------------- | ----------------- |
| 1  | Navidad en La CQ         | 6 dicembre 2012        | 15 luglio 2013    |
| 2  | Monche Súper Estrella    | 4 marzo 2013           | 16 luglio 2013    |
| 3  | Roque a Segundo          | 5 marzo 2013           | 17 luglio 2013    |
| 4  | Adri Clarividente        | 6 marzo 2013           | 18 luglio 2013    |
| 5  | Roque enamorado          | 7 marzo 2013           | 19 luglio 2013    |
| 6  | Pelona de Baldo          | 8 marzo 2013           | 22 luglio 2013    |
| 7  | Tabla Periódica          | 11 marzo 2013          | 2 settembre 2013  |
| 8  | Cerdolímpiadas           | 12 marzo 2013          | 2 settembre 2013  |
| 9  | La CQ y Ángel            | 13 marzo 2013          | 12 settembre 2013 |
| 10 | Cybernovia               | 14 marzo 2013          | 13 settembre 2013 |
| 11 | Danny se rebela          | 15 marzo 2013          | 16 settembre 2013 |
| 12 | La Elección              | 18 marzo 2013          | 17 settembre 2013 |
| 13 | El diario de Beto        | 19 marzo 2013          | 18 settembre 2013 |
| 14 | Adri Basquetbolista      | 20 marzo 2013          | 19 settembre 2013 |
| 15 | Monche de Bergerac       | 21 marzo 2013          | 20 settembre 2013 |
| 16 | ¿Quién se equivoca más?  | 22 e 17 marzo 2013     | 2 settembre 2013  |
| 17 | La Mascota de Monche     | 25 marzo 2013          | 23 settembre 2013 |
| 18 | Esclava de Jenny         | 26 marzo 2013          | 24 settembre 2013 |
| 19 | Mundo paralelo           | 27 marzo 2013          | 25 settembre 2013 |
| 20 | Beto profesor de Cencias | 28 marzo 2013          | 26 settembre 2013 |
| 21 | Lista de Monche          | 29 marzo 2013          | 27 settembre 2013 |
| 22 | Ángel y Adri             | 2 aprile 2013          | 30 settembre 2013 |
| 23 | Salvemos La CQ           | 4 aprile 2013          | 1º ottobre 2013   |
| 24 | Secretos y Humanoides    | 7 aprile 2013          | 2 ottobre 2013    |